# Василевич Юрій Володимирович
Ю́рій Володи́мирович Василе́вич  (15 травня 1951, Львів) — український  кларнетист, саксофоніст, педагог. Син В. Василевича, брат Р. Василевич. Доцент (2005). Заслужений артист України (2008).

## Загальні відомості
Лауреат Міжнародного фестивалю «Сурми» (Рівне, 1987, 1988), Респупіблканського (Київ, 1987), Всесоюзного (Львів, 1989) конкурсів виконавців на духових інструментах. Закінчив Львівську ССМШ (1970), Київську консерваторію (кл. кларнета В. Тихонова, 1975).

## Життєпис
Від 1973 — кларнетист оркестру Національного театру опери та балету ім. Т. Г. Шевченка в Києві, паралельно 1976—92 — соліст ансамблю «Київська камерата», водночас — викладач у ДМШ (1974) та ССМШ, Київському музичному училищі, з 1989 — у Київській консерваторії, (з 1998 — ст. викл, 2005 — доцент). Ініціатор відкриття в ній класу саксофона (1990). Серед вихованців Ю. Василевича - М. Мимрик Засновник і керівник Київського квартету саксофоністів (з 1985). 
Із квартетом брав участь у джаз-фестивалі «Кришталевий Лев—89» (Львів, 1-а премія), представляв Україну на Всесвітньому конгресах саксофоністів в Анже (Франція, 1990) і Пезаро (Італія, 1992), гастролював у Франції (1990—96), Угорщині (1991), Італії (1992), Бельгії, Росії (1992, 1994), Греції (1994, 1995), Канаді, США (1994, 1996), Польщі (1995).
2000—03 працював у філармонії м. Рефімно (о. Крит, Греція). У своїх конц. виступах — сольних та у складі квартету саксофоністів, у кам. ансамблях — пропагує творчість сучасних композиторів, насамперед українських — Г. Гаврилець, В. М. Журавицького, Ю. Іщенка, О. Канерштейна, Ж. Колодуб, М. Пилипчак, І. Тараненка, В. Шумейко та ін. Від 2003 у складі Квартету саксофоністів включений до штату Національної філармонії України. Співорганізатор міжнародного конкурсу саксофоністів (з 2001).Протягом творчої діяльності Ю.Василевич  співпрацював з  симфонічним оркестром Держтелерадіо України, приймаючі участь у звукозапису у фонд радіо  творів  вітчизняних композиторів.Багато разів записував музику до кінофільмів у складі різноманітних ансамблів і оркестрів  на кіностудії ім. Довженка.

## Дискографія
- «Bravo sax». «Kiev Saxophone Quartet». 301005 [1994, Росія] — CD.